# Trap (gebouw)

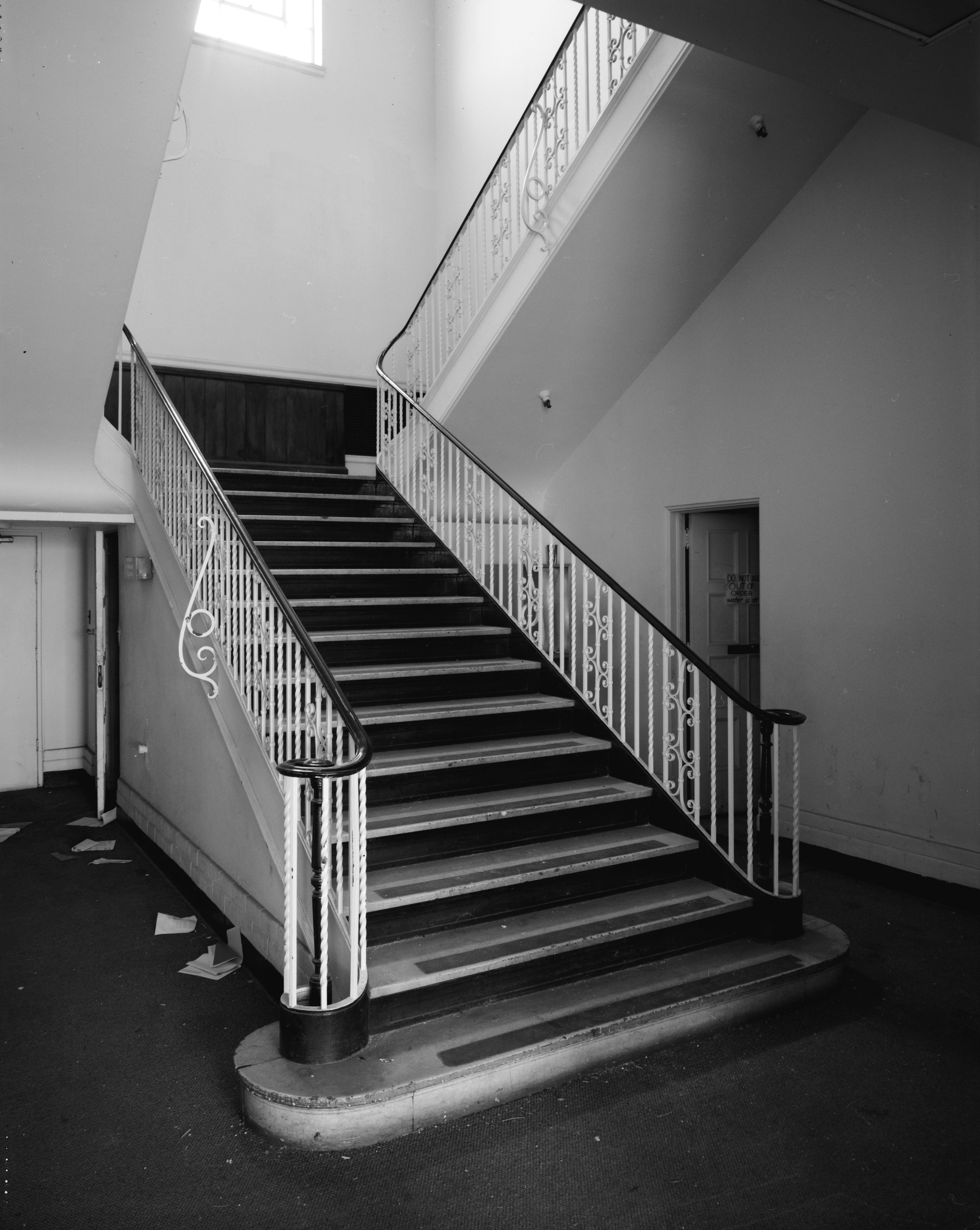
Een trap met rechte steken en tussenbordes

Dwarsdoorsnede trap, 1=optrede, 2=wel, 3=aantrede, 4=voorhout, 5=achterhout, 6=wellat, 7=trapboom, 8=stootbord

Een trap is een constructie, die een verbinding vormt tussen twee op verschillend niveau gelegen vlakken, zoals vloeren of terrassen. Via deze verbinding verplaatst men zich lopend zowel horizontaal als verticaal, om zo van het ene niveau naar een ander te komen (door klimmen of dalen). Een trap is meestal een vast onderdeel van een gebouw, maar er bestaan ook verplaatsbare trappen, zoals een vliegtuigtrap of een huishoudtrapje.

## Opbouw van een trap
Een vaste trap is meestal opgebouwd uit traptreden, stootborden en trapbomen die samen een stabiel geheel vormen. Een traptrede is het deel van de trap waar men de voet op zet bij het traplopen. Een steek is een ononderbroken opeenvolging van ten minste drie treden bij een rechte trap. De weltree is de bovenste trede van een houten trap, die bij een rechte steektrap meestal half zo breed is als de overige treden. De horizontale afstand tussen twee opeenvolgende traptreden heet de aantrede; de verticale afstand de optrede. Het overstek van de aantrede heet wel.
De trapboom is de zijkant van een trap waarin of waarop de treden en eventuele stootborden bevestigd zijn. Een trap heeft meestal twee trapbomen. Bij een houten trap is de trapboom ingefreesd zodat de treden en stootborden er stevig in verankerd zijn. Een trap waarvan alle treden evenwijdig aan elkaar lopen en haaks op de bomen staan en de beide bomen dezelfde vorm hebben, heet een rechte steektrap. Hebben de bomen niet dezelfde vorm dan spreken we van een scheluwe trap.
Veel trappen hebben een leuning voor houvast bij het beklimmen van de trap. Wanneer zich aan de zijkant van de trap geen muur bevindt, is er vaak een balustrade voor de veiligheid, soms met versierde spijlen of balusters. Bij gezinnen met kleine kinderen of huisdieren wordt de toegang tot de trap vaak afgesloten door middel van een traphekje.
Binnenshuis bevindt een trap zich vrijwel altijd in het trapgat, een uitsparing in de vloer van de hoger gelegen verdieping. Een buitentrap leidt meestal naar een bordes, waarvandaan men een gebouw kan betreden. Ook een platform dat halverwege een trap twee steken of traparmen onderbreekt – en waar de trap vaak van richting verandert – wordt bordes genoemd. Het schalmgat is het open gedeelte in een trappenhuis dat zich binnen de binnenbomen van een rondlopende bordestrap bevindt.

## Veiligheid
In het Nederlandse Bouwbesluit worden aan trappen in woningen en openbare gebouwen eisen gesteld. Deze betreffen onder meer de minimumbreedte, de vrije hoogte boven de trap, de maat van de aantrede ter plaatse van de klimlijn loodrecht op de voorkant van de trede gemeten, de hoogte van de optrede, de plaats van de klimlijn, de noodzaak van een leuning. Al deze verschillende zaken zijn in tabellen vastgelegd, zodat de ontwerper van een trap deze gemakkelijk kan raadplegen. Door aan deze eisen te voldoen kunnen trappen relatief veilig gebruikt worden.
Om een goed beloopbare trap te krijgen moeten de optrede en de aantrede in de juiste verhouding tot elkaar staan, hieruit ontstaat de helling van de trap en die kan per functie verschillen, in een openbare ruimte zal de helling flauwer zijn dan in een woning. Als vuistregel geldt de trapformule: 2 × optrede + 1 × aantrede = 570-630 mm.
De comfortabele loop- of klimlijn van een trap is de denkbeeldige lijn waarop de trap het prettigst en veiligst wordt belopen. Bij een rechte steektrap geldt deze lijn over de hele breedte van de trap en bij voldoende breedte is deze trap geschikt voor dalend en stijgend verkeer. Bij een spiltrap of een trap met onder- of bovenkwart ligt de klimlijn uit het midden en moet ongeveer 300 mm vanaf de buitenkant liggen. De looplijn ligt daar waar de aantreden aan elkaar gelijk zijn en voldoet aan de trapformule.

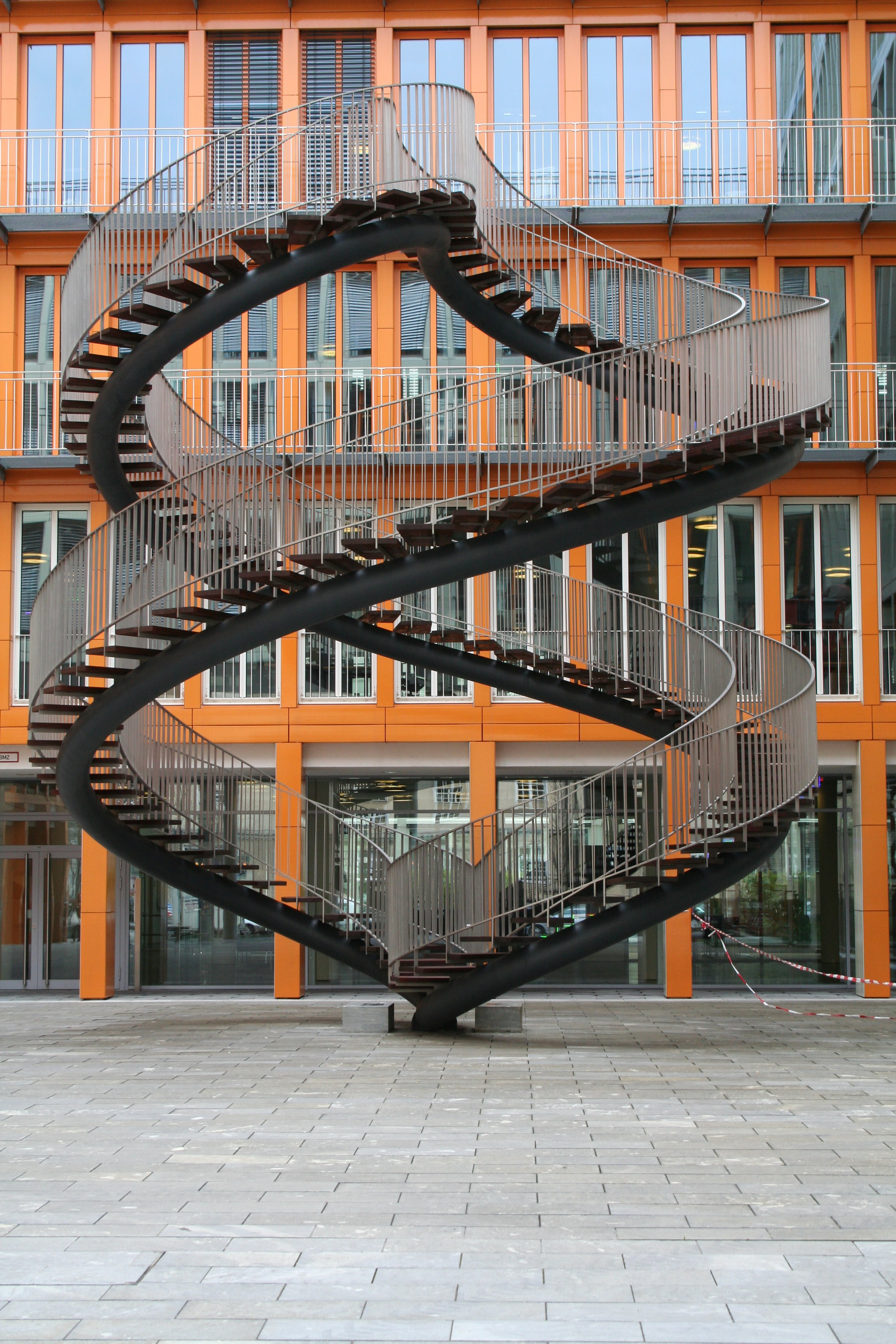
Eindeloze trap in München, kunstwerk van Olafur Eliasson, 2004

## Trappen en kunst
Zoals vele gebruiksvoorwerpen worden ook trappen gebruikt om kunst van te maken. Een voorbeeld is de 'Eindeloze Trap' van Olafur Eliasson (rechts afgebeeld). Maurits Cornelis Escher maakte een aantal kunstwerken gebaseerd op de Penrose-trap. Een aantal daarvan is 'Trappehuis', 'Klimmen en dalen' en 'Relativity'.

## Soorten trappen

### Naar vorm
- Open trap: een trap zonder stootborden;
- Dichte trap: een trap met stootborden;
- Rechte of steektrap: een trap met een rechte looplijn;
- Scheluwe trap: trap met in lengte verschillende trapbomen;
- Trap met onderkwart: een trap met een kwartdraai onderaan de trap;
- Trap met bovenkwart, een trap met een kwartdraai bovenaan de trap;
- Trap met twee kwarten, een combinatie van;
- Spiltrap: een spiraalvormige, rondgaande trap die om een vaste, centrale spil loopt, de treden zijn aan de spil bevestigd;
- Wenteltrap: een spiraalvormige, rondgaande trap zonder spil, maar met een open ruimte in het midden, de treden zijn aan de gebogen boom bevestigd;
- Trap met bordes;
- Dubbele trap: twee trappen die op een bordes uitkomen; vaak bedoeld als statussymbool;
- Keizerlijke trap;
- Luie trap: een trap waarvan de helling gering is (kleine optrede en grote aantrede);
- Pianotrap: een trap waarvan de treden aan de ene kant normaal beloopbaar zijn en aan de andere kant de dubbele breedte en hoogte hebben;
- Ganzentrap: een zeer steile vaste trap waarvan de aantreden op een bepaalde wijze om-en-om een verschillende breedte hebben;
- Vlizotrap: een uitschuifbare trap, meestal bedoeld om via een beperkte ruimte een zolder te bereiken;
- Molenaarstrap: een smalle trap voor smalle ruimtes.

### Naar gebruik
- Brandtrap: een trap die gebruikt wordt in geval van nood, meestal in een openbaar gebouw. In sommige landen met veel houten huizen (bijvoorbeeld in Canada) moeten ook particuliere huizen voorzien van brandtrappen;
- Roltrap: een gemotoriseerde, "bewegende" trap;
- Vistrap: een trapvormige constructie in een rivier of beek, meestal bij een obstakel zoals een stuw of een waterkrachtcentrale, met een mogelijkheid voor vissen om langs de hindernis te zwemmen;
- Multifunctionele trap: een trap waarop men ook kan zitten, bijvoorbeeld in een openluchttheater.

## Beroemde trappen

### In Nederland
- De trap van paleis Huis ten Bosch in Den Haag: de buitentrap waar tijdens de 'bordesscène' het nieuwe kabinet zich samen met de koning(in) presenteert.
- De trap van paleis Soestdijk: de buitentrap (met een breed bordes), waarop tijdens de regeringsperiode van koningin Juliana bij het bloemendefilé op Koninginnedag de aangeboden bloemboeketten werden neergelegd.
- De 465 treden tellende trappen van de Domtoren in Utrecht, met 112 meter de hoogste kerktoren van Nederland.
- De dubbele staatsietrap van het stadhuis van Maastricht, volgens een lokale mythe zo aangelegd vanwege de tweeherigheid van Maastricht; in werkelijkheid bedoeld als statussymbool.
- De trap van het Concertgebouw in Amsterdam: trap die vanaf de zuidwestelijke gang naar het podium leidt. Beroemd en berucht vanwege de lengte, waardoor dirigenten en solisten soms buiten adem raken bij het (meermaals) halen van applaus.
- De trap van het Stedelijk Museum in Amsterdam: monumentale binnentrap met bordessen, die vanaf de voormalige entree aan de Paulus Potterstraat naar een bordes aan de kant van het Museumplein voert. In 1938 liet directeur Willem Sandberg de trap (en de zalen) wit verven, wat een nieuwe periode inluidde voor het museum. In 1969 hielden Gilbert & George hier hun performance living sculptures.

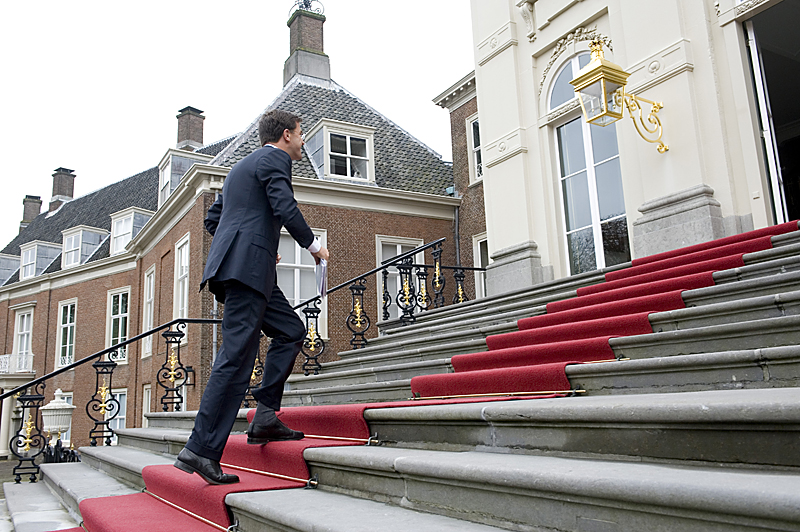
Mark Rutte op de trap van Huis ten Bosch, 2010
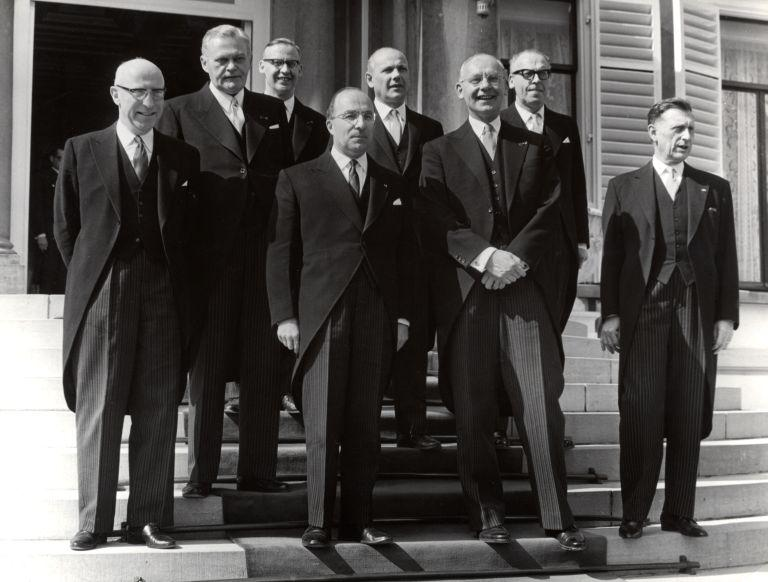
Kabinet-Cals, bordes Soestdijk, 1965
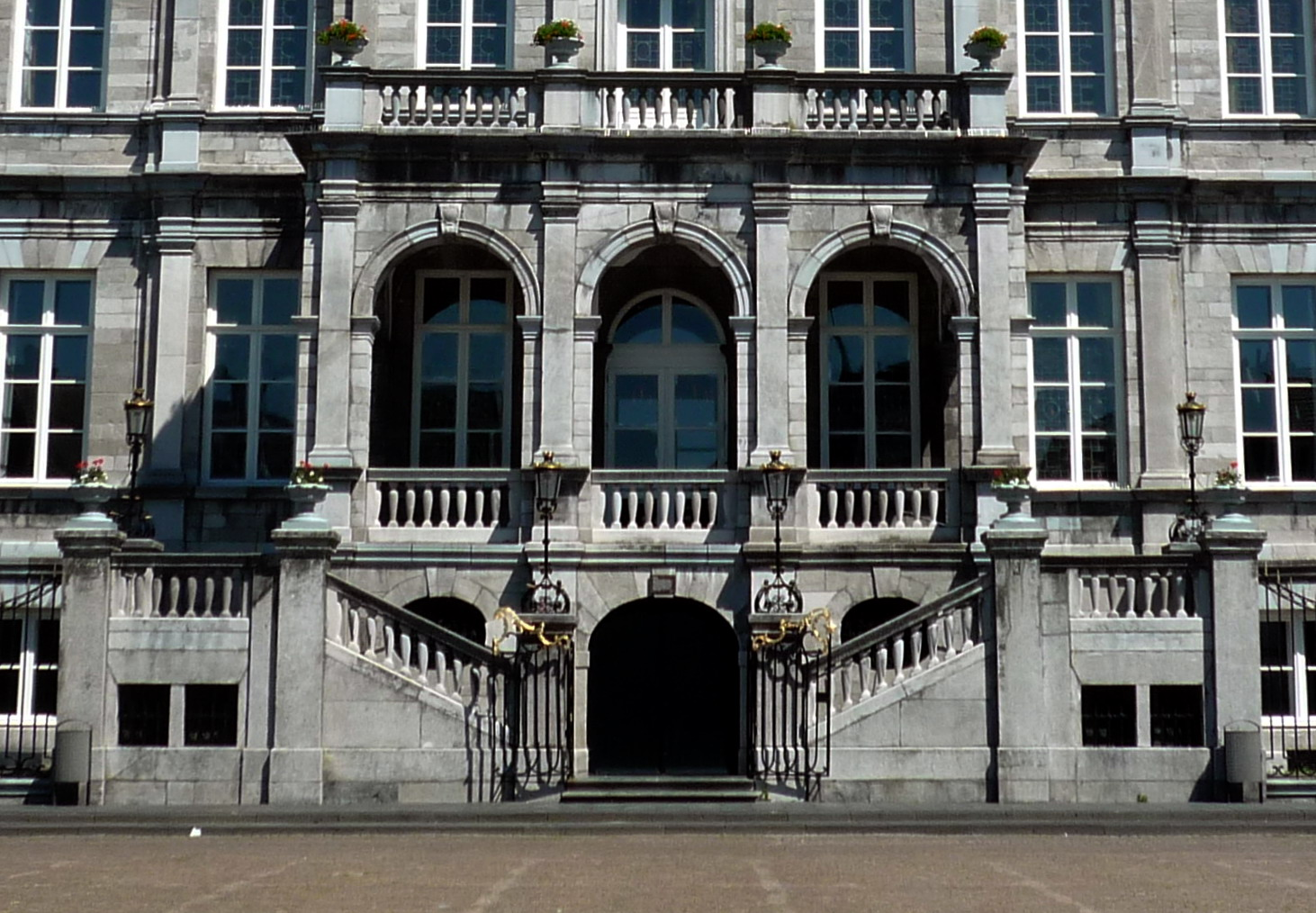
Dubbele staatsietrap, stadhuis van Maastricht
- Janine Jansen op de trap van het Concertgebouw

### In België
- De Montagne de Bueren in Luik: een straat die bestaat uit een lange trap met 374 treden. De trap vormt de verbinding van de wijk Hors-Château met de citadel van Luik.
- De trappen van de kunstmatige heuvel bij Waterloo, die leiden naar de Leeuw van Waterloo.
- De monumentale trap in de hal van het station Antwerpen-Centraal in Antwerpen.
- De art-nouveautrappen van Victor Horta in diverse Brusselse huizen, zoals het Hortamuseum, het Hotel Solvay, het Hotel Max Hallet, het Hotel Tassel en het Hotel van Eetvelde.
- De trappen en roltrappen die de 9 bollen van het Atomium in Brussel met elkaar verbinden.

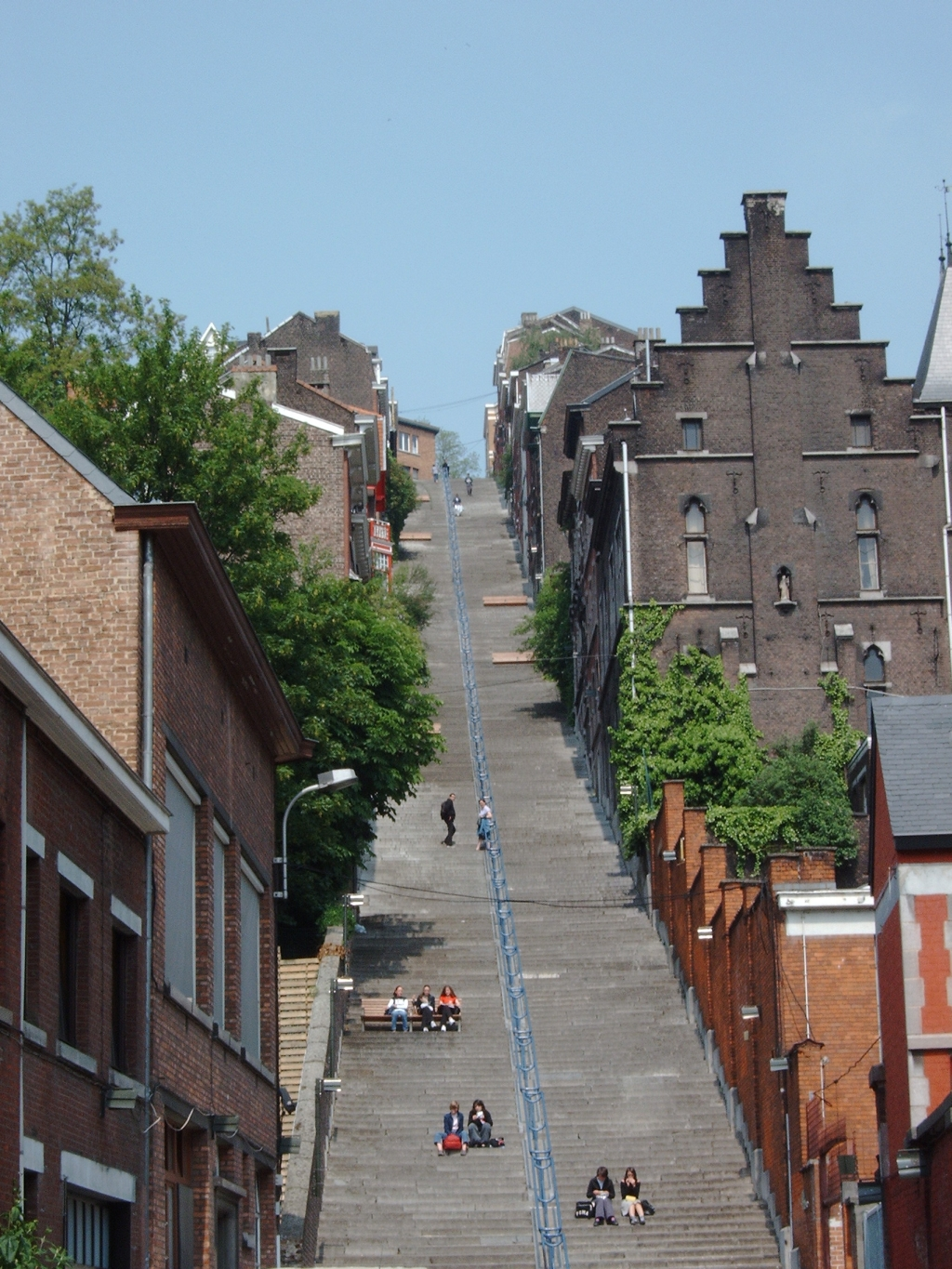
Montagne de Bueren, Luik
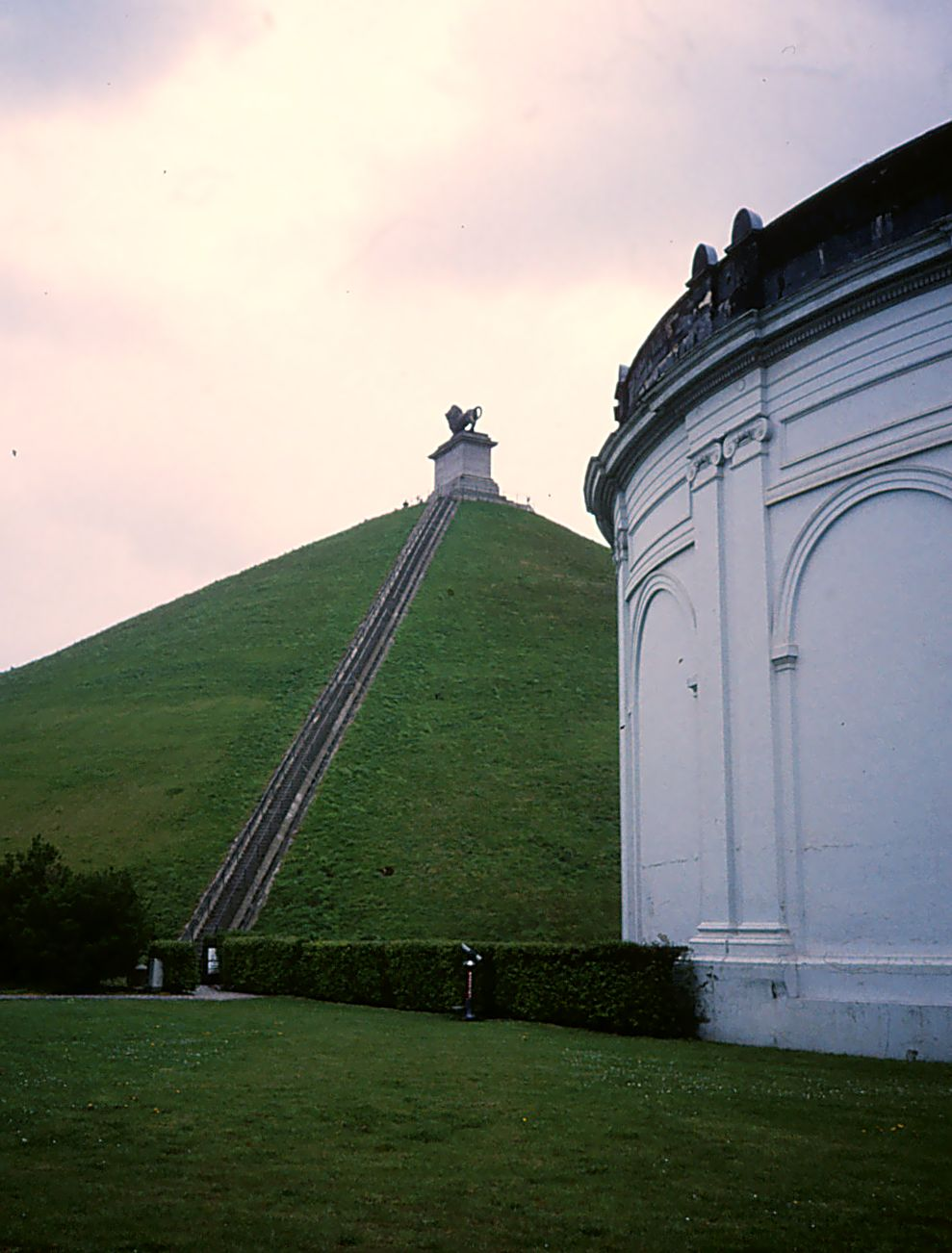
Trap van Waterloo
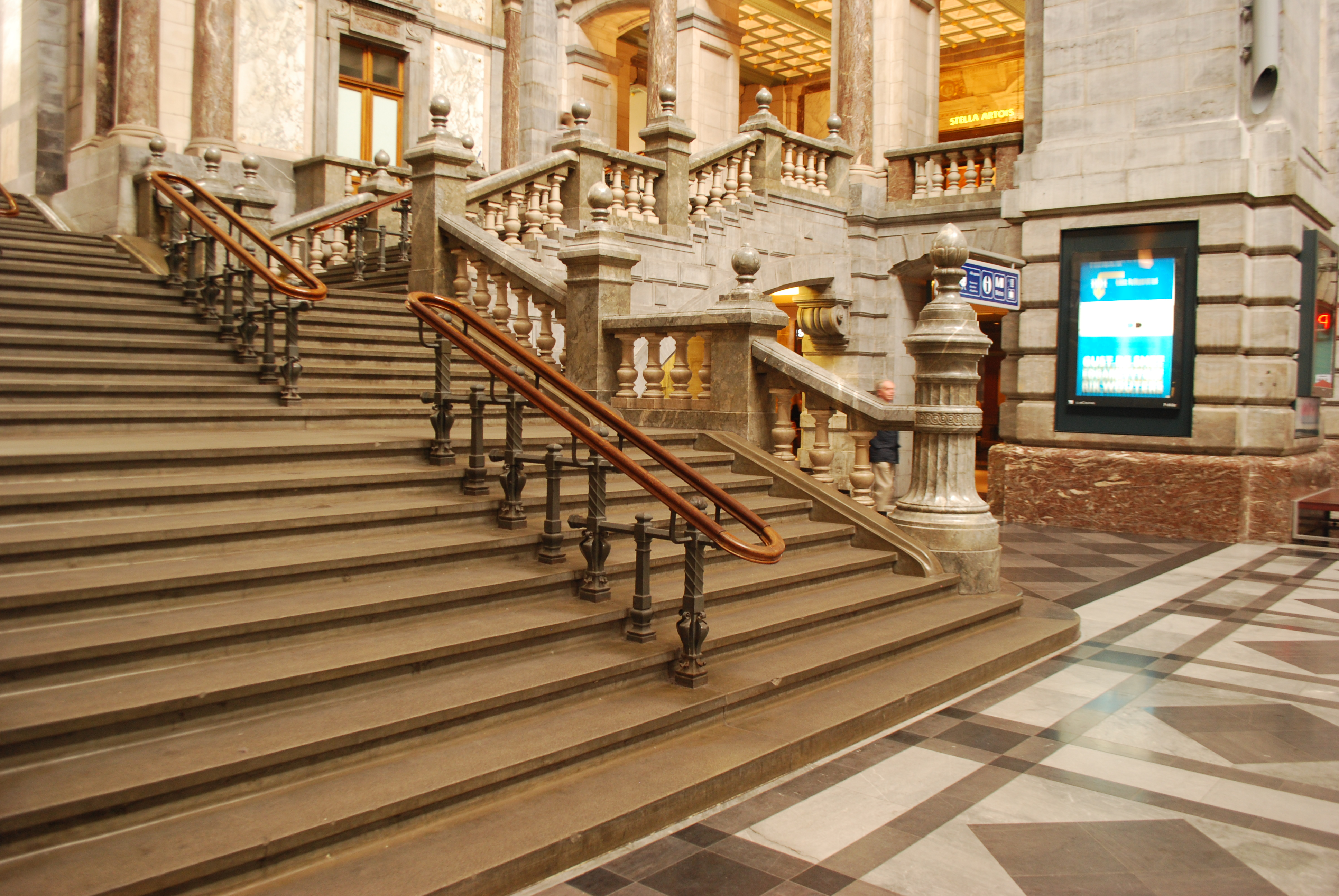
Antwerpen-Centraal
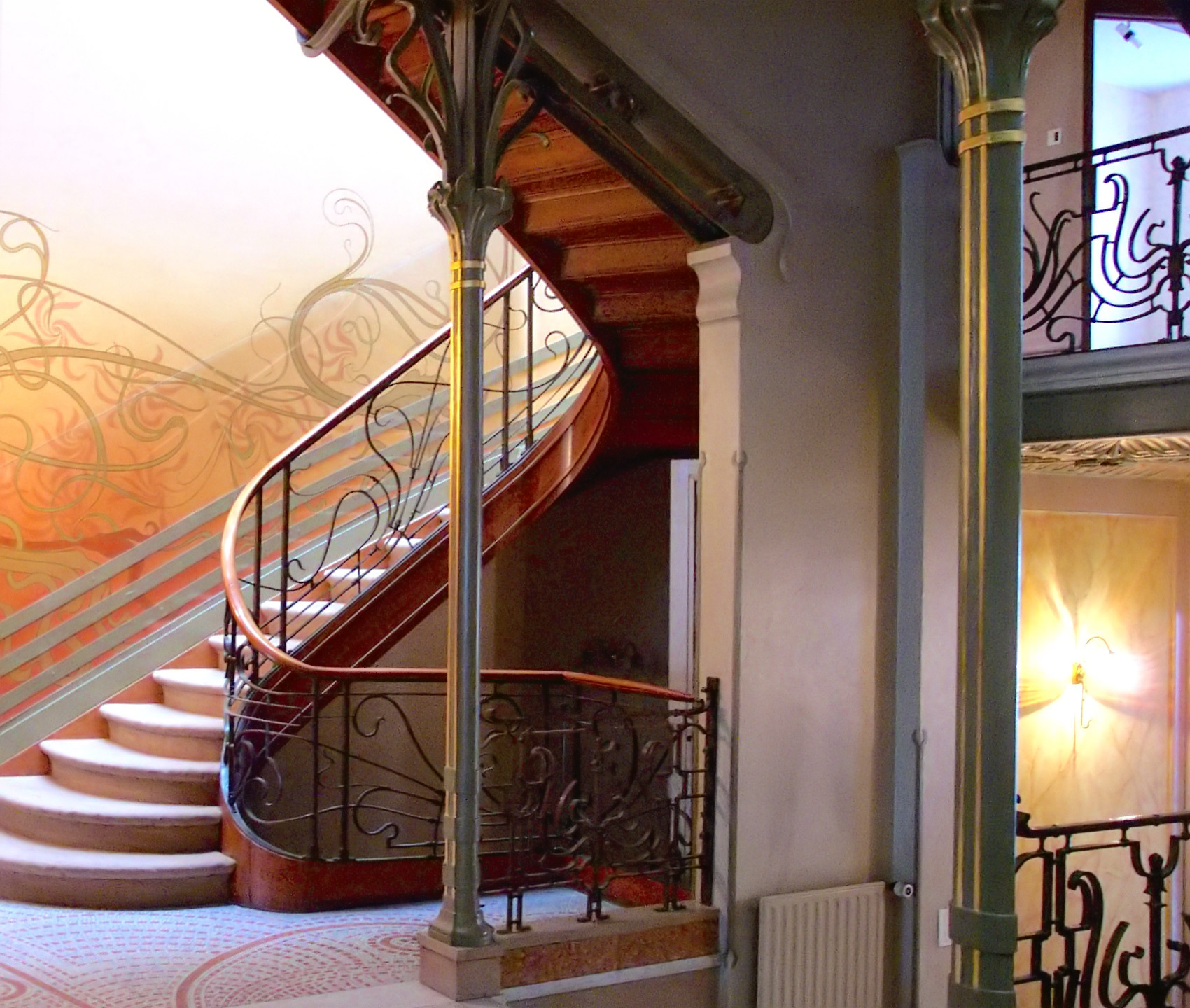
Hôtel Tassel, Brussel

### Elders
- De Heilige Stiege (Heilige Trap) in Bonn.
- De Scala Santa (Heilige Trap) in Rome.
- De dubbele, spiraalvormige trap in de Vaticaanse Musea van Giuseppe Momo uit 1932.
- De Spaanse Trappen in Rome, eigenlijk de trappen van de kerk Trinità dei Monti op het Piazza della Trinitá dei Monti.
- De renaissancetrap van de Biblioteca Medicea Laurenziana in Florence, een meesterwerk van Michelangelo.
- De Potemkintrappen in Odessa.
- De Yerevan Cascade, een 302 meter lange en 50 meter brede trappartij met fonteinen in Jerevan, Armenië (1971-1980).
- De trappen van de Borobudur op Midden-Java in Indonesië.
- De trappen van de 9e-eeuwse piramide van Kukulcán (El Castillo) in Chichén Itzá in Mexico, waar zich tweemaal per jaar een schaduw in de vorm van een kruipende slang (de slangegod Kukulcan) op de trappen vormt.
- De trappen van de Templo Mayor in de Azteekse hoofdstad Tenochtitlan (Mexico-Stad), waar tijdens de inwijdingsplechtigheden in 1487 dagelijks 1000 mensen werden geofferd, waardoor het bloed letterlijk van de trappen stroomde.

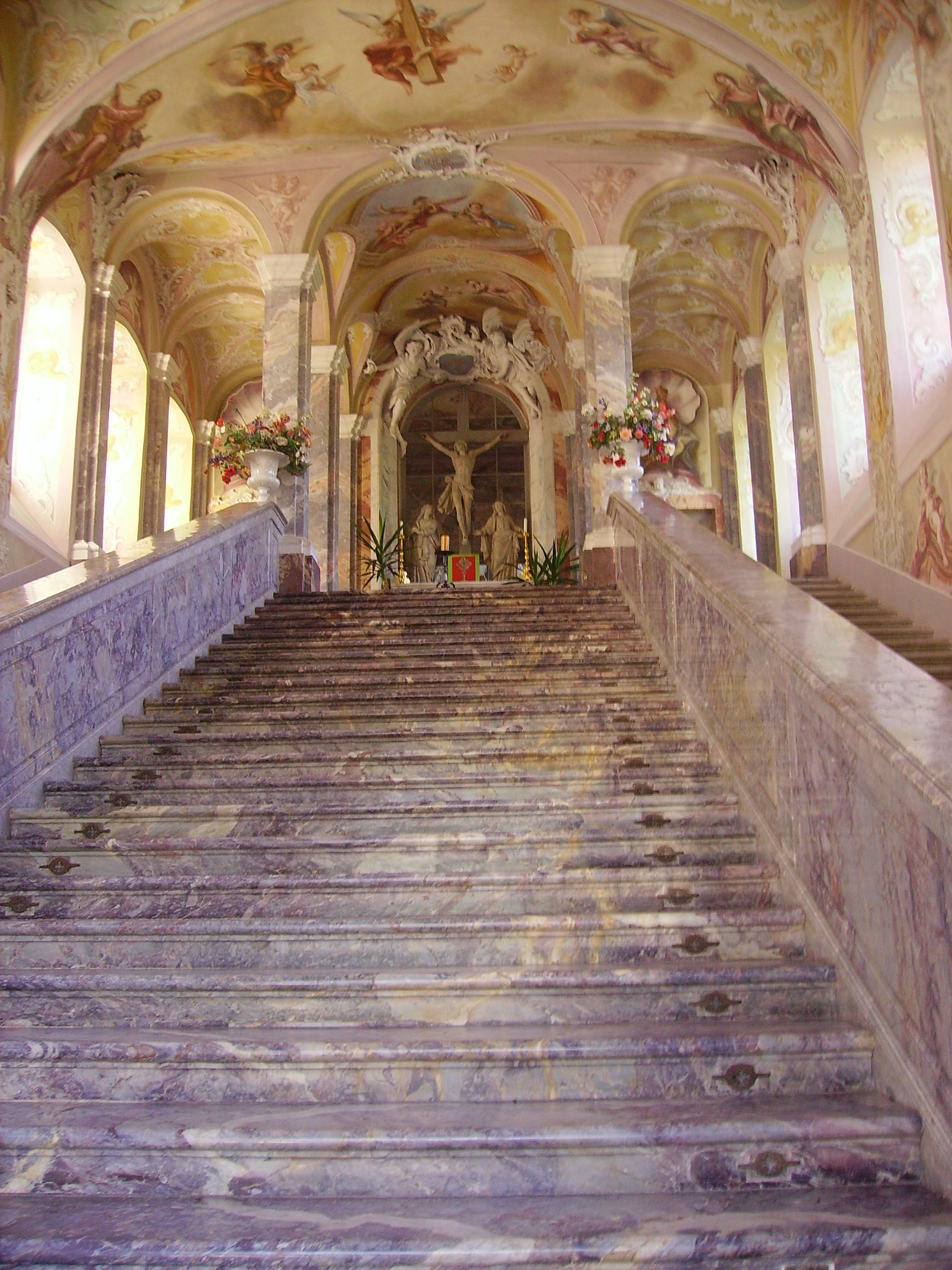
Heilige Stiege, Bonn
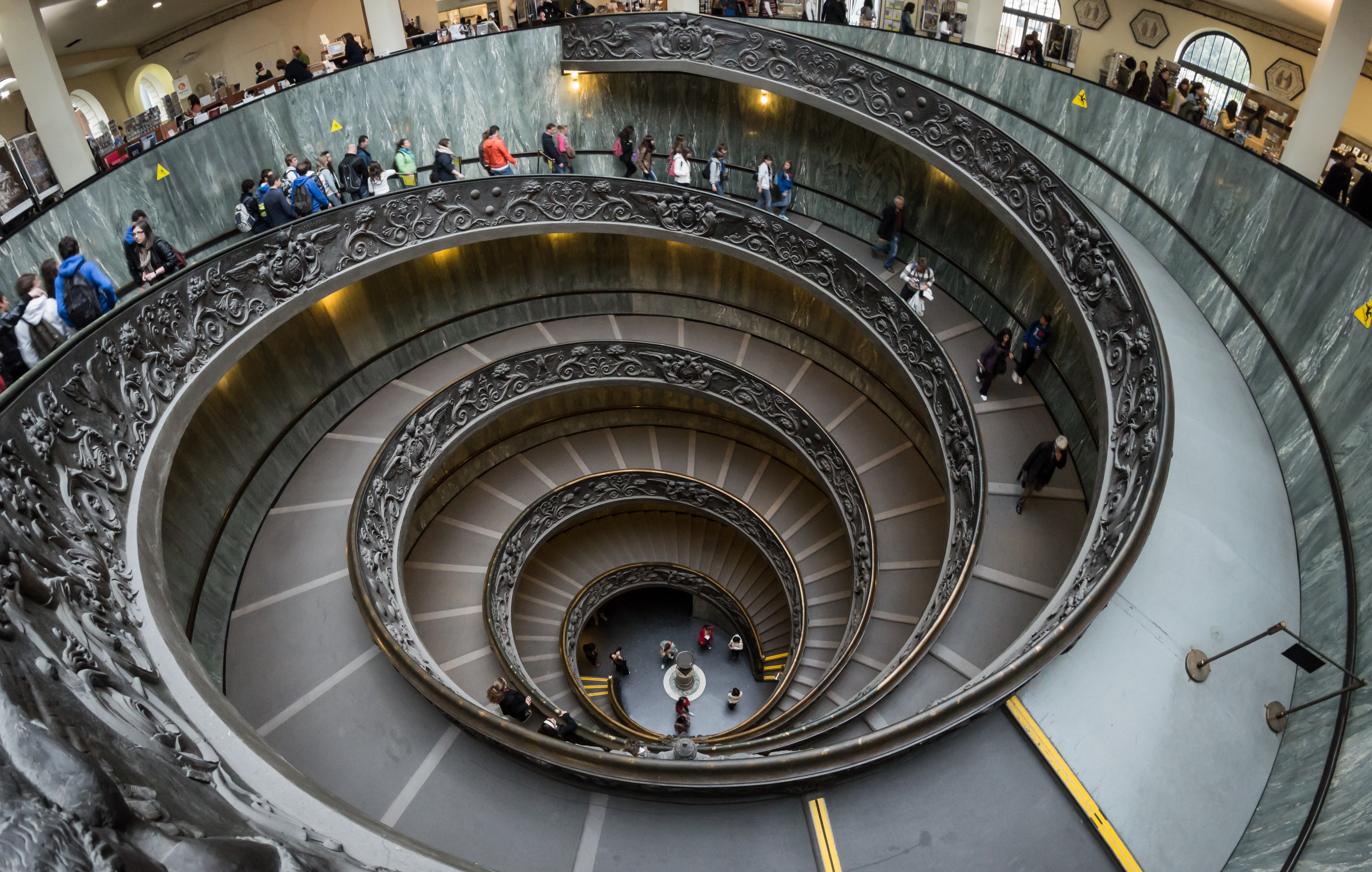
Spiraaltrap, Vaticaanstad
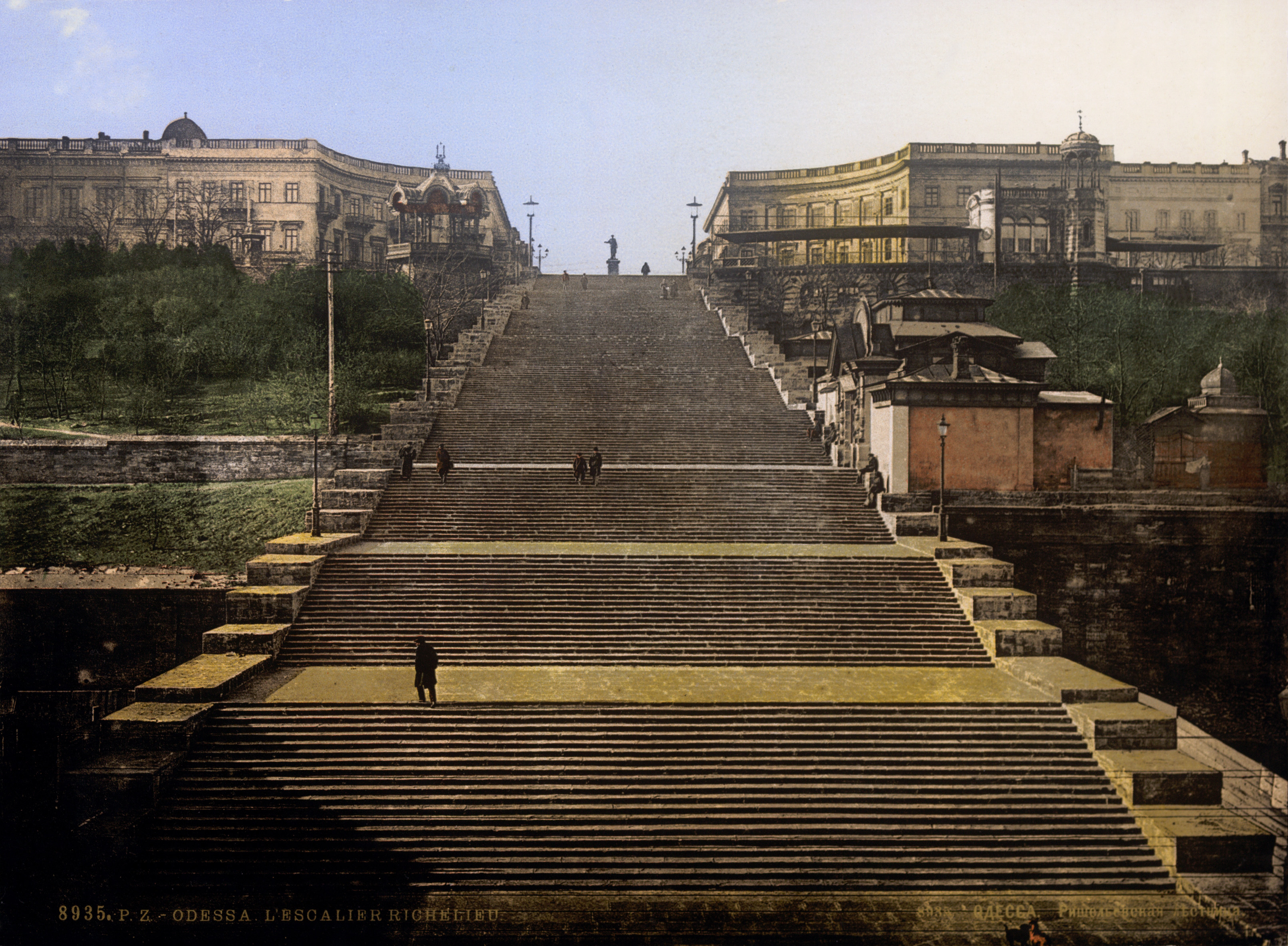
Potemkintrappen, Odessa
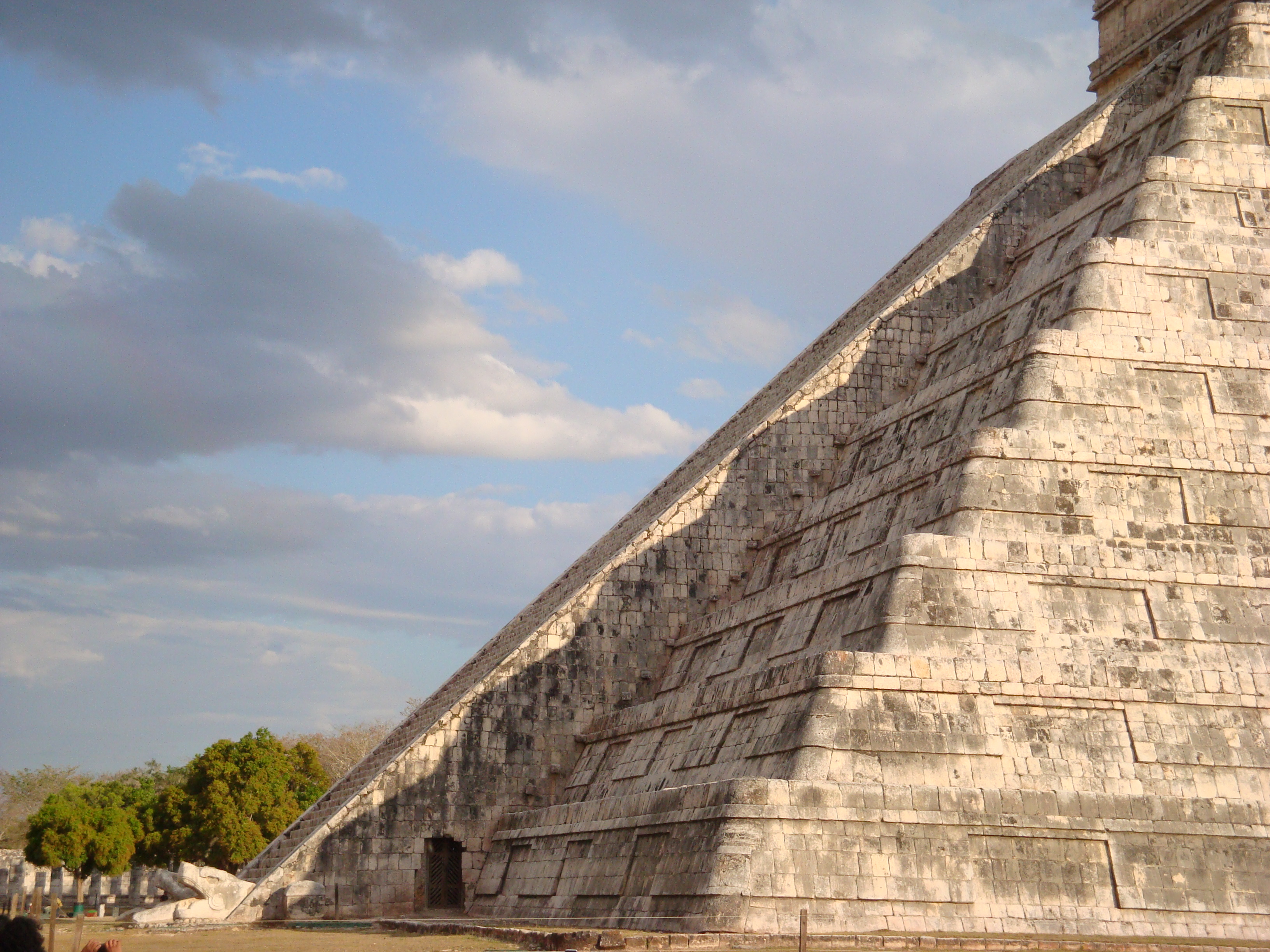
El Castillo, Chichén Itzá